# لويس كاربنتر
لويس كاربنتر هو محامي وقاضي وسياسي أمريكي، ولد في 14 ديسمبر 1829 في نيويورك في الولايات المتحدة، وتوفي في 21 أغسطس 1863 في لورانس في الولايات المتحدة.